# AHC IJburg
AHC IJburg is een Nederlandse hockeyclub uit de hoofdstad Amsterdam.
De club werd opgericht op 19 maart 2010 en speelt op Sportpark IJburg in het gelijknamige stadsdeel op het Diemerpark. De club heeft de beschikking over een waterveld en twee semi-watervelden. Er staat een tijdelijk clubhuis. Het huidige clubhuis mag blijven staan tot 2023. AHC IJburg kijkt samen met AFC IJburg, voetbalclub op het zelfde sportcomplex, naar de mogelijkheden voor een gezamenlijk clubhuis.